# Neomammillaria decipiens
Neomammillaria decipiens là một loài thực vật có hoa trong họ Cactaceae. Loài này được (Scheidw.) Britton & Rose mô tả khoa học đầu tiên năm 1923.